# Zorzines elagantissima
Zorzines elagantissima är en fjärilsart som beskrevs av Inoue 1988. Zorzines elagantissima ingår i släktet Zorzines och familjen nattflyn. Inga underarter finns listade i Catalogue of Life.